# Type 2000 STIB
Pour les articles homonymes, voir Tram 2000 (homonymie).
Les trams 2000 sont les premiers trams à plancher bas intégral de la STIB.

## Histoire

### Le prototype LRV-2000
Ce prototype fit à l'époque plusieurs tests à Bruxelles. Pourquoi Bruxelles ? La STIB possède le réseau à écartement standard (1 435 mm) le plus proche de l'usine Bombardier de Bruges. De plus, ce réseau réunit toutes les configurations possibles pour des tests à grande échelle. Le LRV-2000 était construit sur la base du 3e GLT qui ne verra donc jamais le jour.

### Le GLT (Guided Light Transit)
Le GLT était lui aussi un véhicule expérimental : il s'agissait d'un bus pouvant être guidé au moyen d'un rail central de guidage. Deux exemplaires prototypes circulaient à l'époque entre Jemelle, Rochefort, Han-sur-Lesse et le site Belgacom (à l'époque encore RTT) de Lessive. 
Le développement de cette technologie a donné naissance aux Transports sur voies réservées (TVR), utilisés à Caen et Nancy, en France.

### Le matériel roulant
51 exemplaires, numérotés de 2001 à 2051, ont été produits. Ils ont été livrés entre 1993 et 1995, immédiatement en livrée "rectangles sur pointe" (design de la STIB à cette époque). Ils ont été par la suite repeints dans la livrée grise de la STIB. 
Ces trams ont représenté un grand changement par rapport aux anciens Tramway PCC (7000, 7700/7800 et 7900), surtout du point de vue des performances, de l'accès facilité par le plancher bas et les larges doubles portes. Les T2000 ont cependant un certain nombre de défauts, dont l'aménagement intérieur peu pratique, l'insonorisation, la stabilité, la complexité des bogies et les vibrations.
Les T2000 sont affectés aux dépôts d'Ixelles, Woluwé, Haren et Schaerbeek. Ils circulent en service voyageurs sur les lignes 8, 35, 62, 92, 93.

## Caractéristiques

### Dimensions
D'après le site de la STIB :

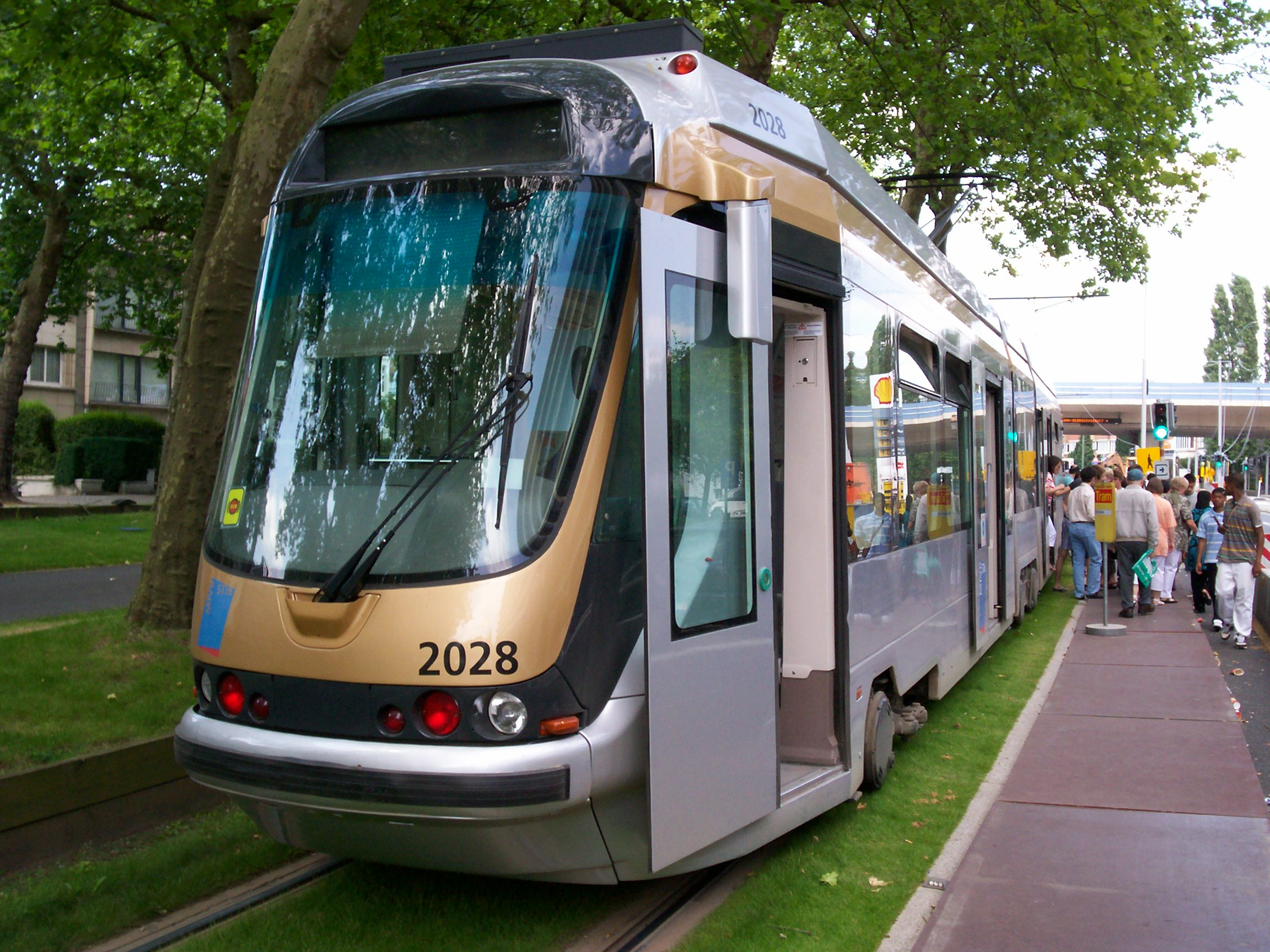
Tram 2028 à Herrmann-Debroux.

- Nombre de places assises : 32 (sans) à 40 (avec strapontins)
- Nombre total de places : 149 à 161
- Longueur totale : 22,80 m
- Largeur totale : 2,30 m
- Poids du véhicule : 33,7 tonnes à vide, à 44,970 tonnes, en pleine charge
- Vitesse maximale : 70 km/h

### Bogies

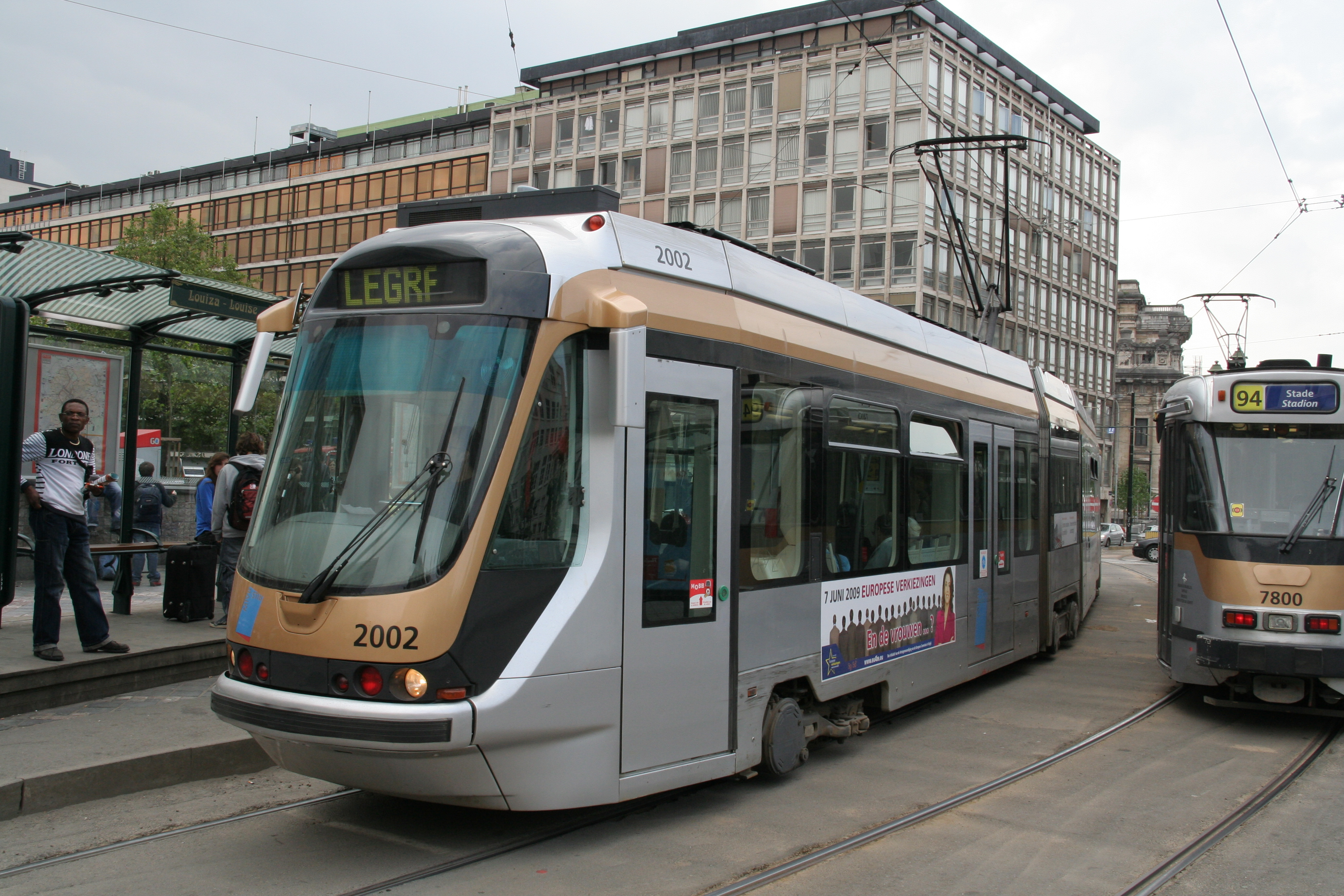
Sur cette photo on voit bien le bogie-bissel A1 à l'avant du tram 2002.

Les T2000 possèdent une technologie particulière, unique au monde, développée par la Brugeoise et Nivelles (BN), compagnie rachetée ensuite par Bombardier Transport, elle-même depuis rachetée par Alstom : le bogie articulé BAS-2000. Il ne comporte pas de véritable essieu et se compose de deux grandes roues motorisées non liées, et deux petites roues servant de guide. L'avantage de cette technologie réside dans la possibilité d'inscrire confortablement le tram dans des rayons de courbure réduits, tels qu'on en rencontre souvent sur les vieux réseaux. 
Avant d'être industrialisé, ce bogie fut d'abord développé, fabriqué et expérimenté entre 1989 et 1992 sur un prototype appelé LRV-2000. À l'origine, ce bogie avait été développé pour le TAU, un véhicule BN-ACEC de métro automatique qui était destiné à la ville de Liège. Ce véhicule prototype n'a jamais connu de suite commerciale, malgré les essais menés à l'époque à Jumet sur un site spécialement conçu pour le développement de ce matériel. Seuls les bogies ont eu une descendance, sur le tram 2000 de la STIB.

### Aménagement intérieur

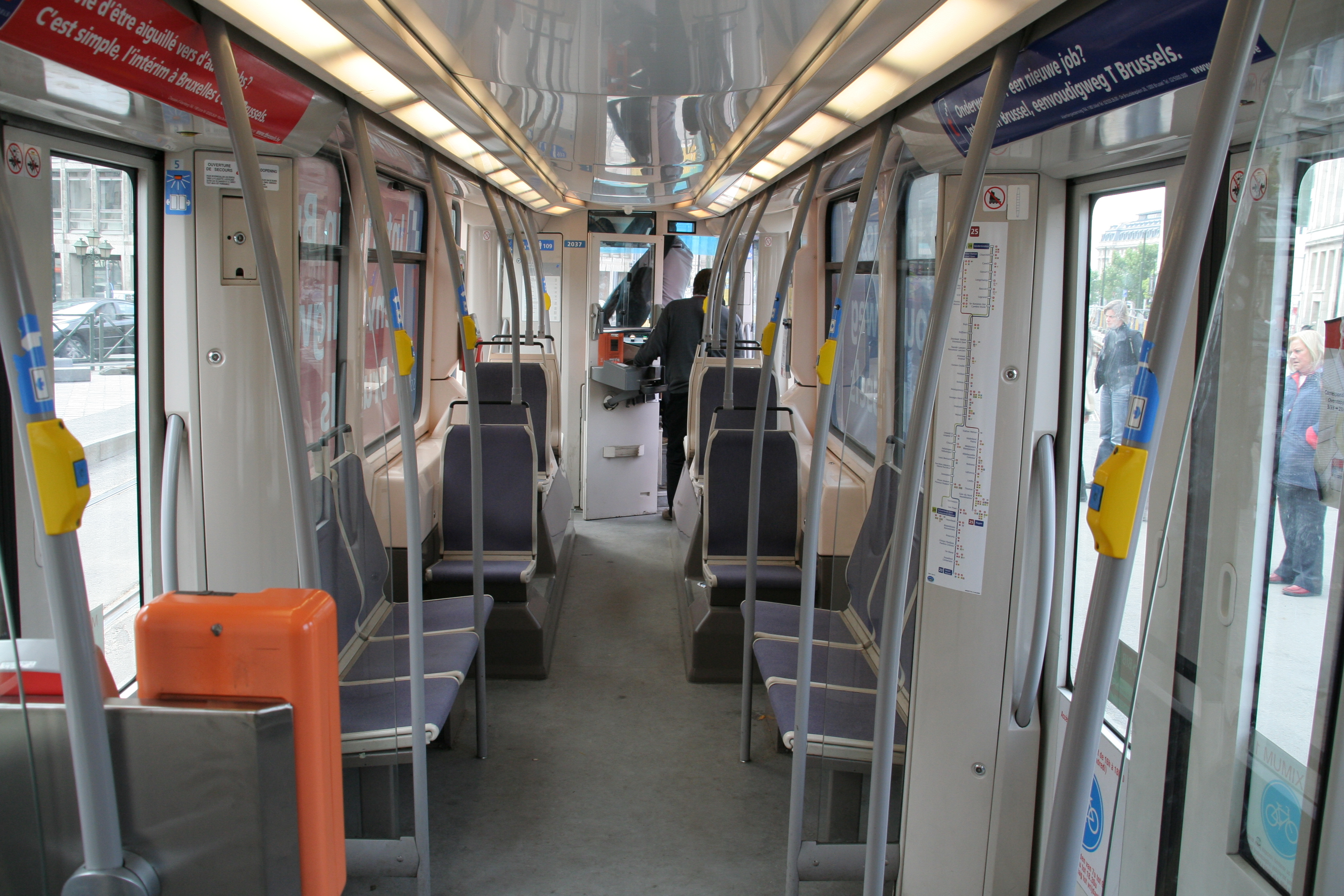
Vue d'une des caisses d'extrémité.
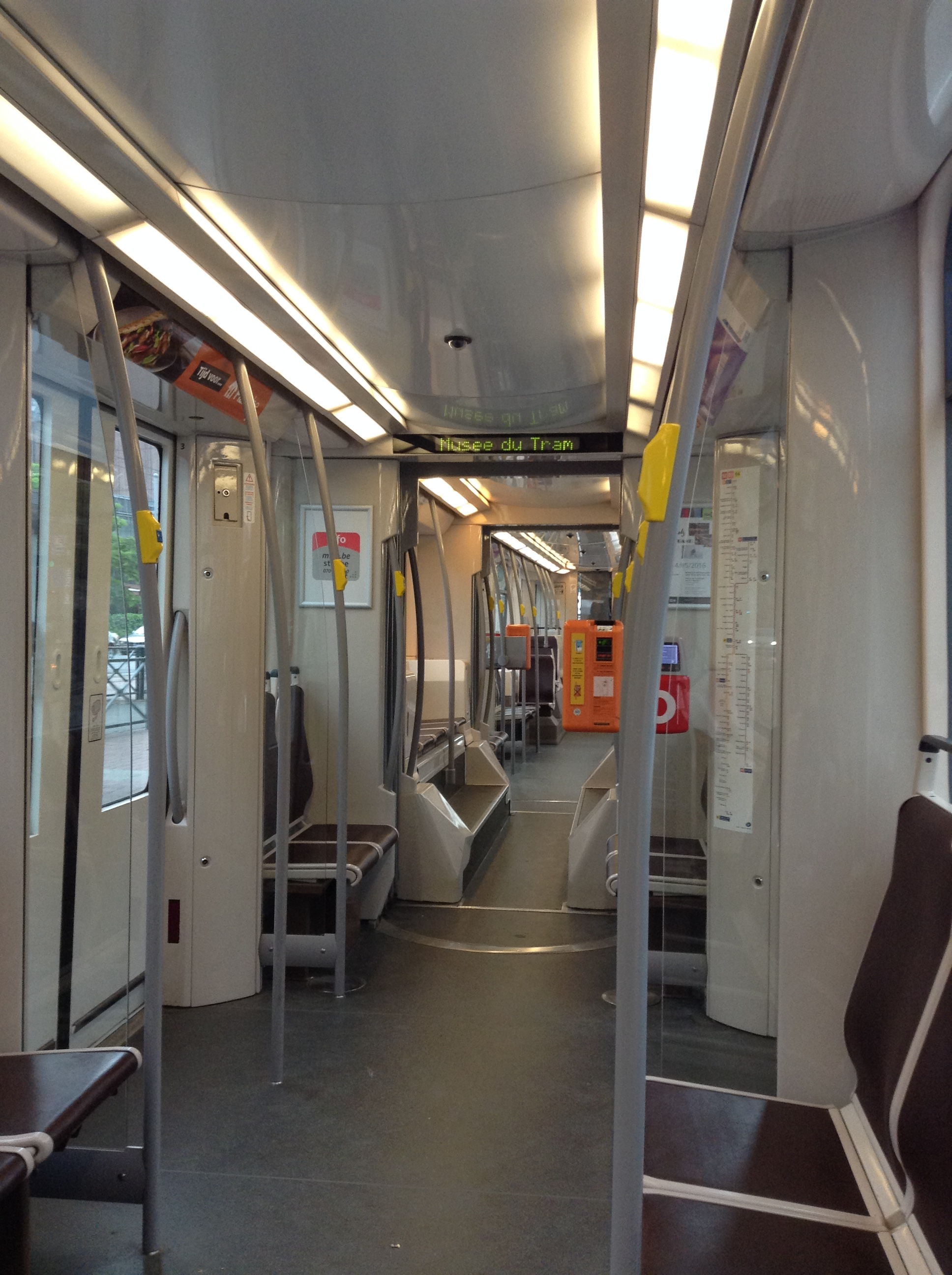
Idem.
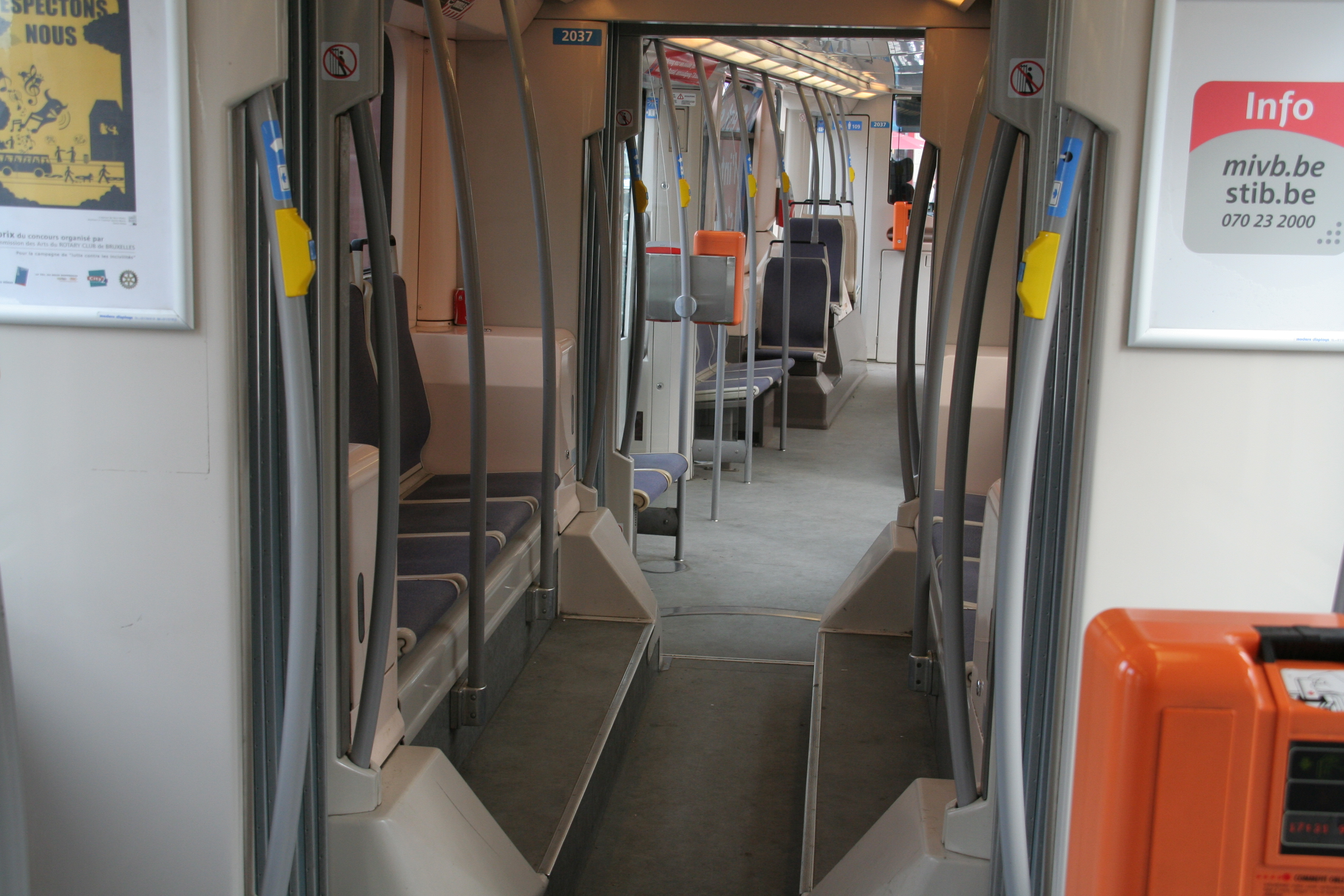
Vue de la caisse intermédiaire. Les roues sont situées sous les sièges, le plancher est plus bas que l'emplacement des essieux s'il y en avait.

### Livrées

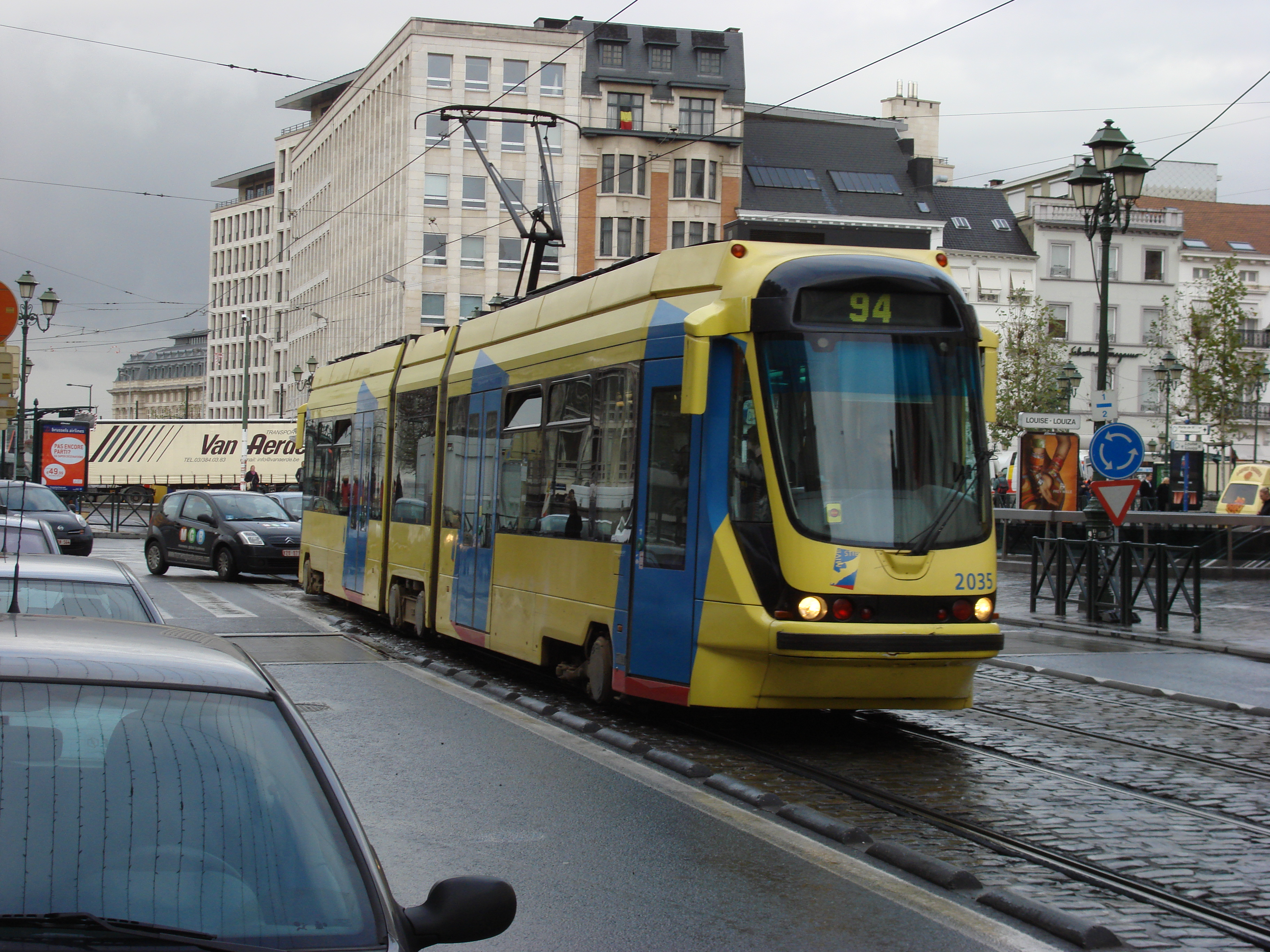
Tram 2035 à Louise.
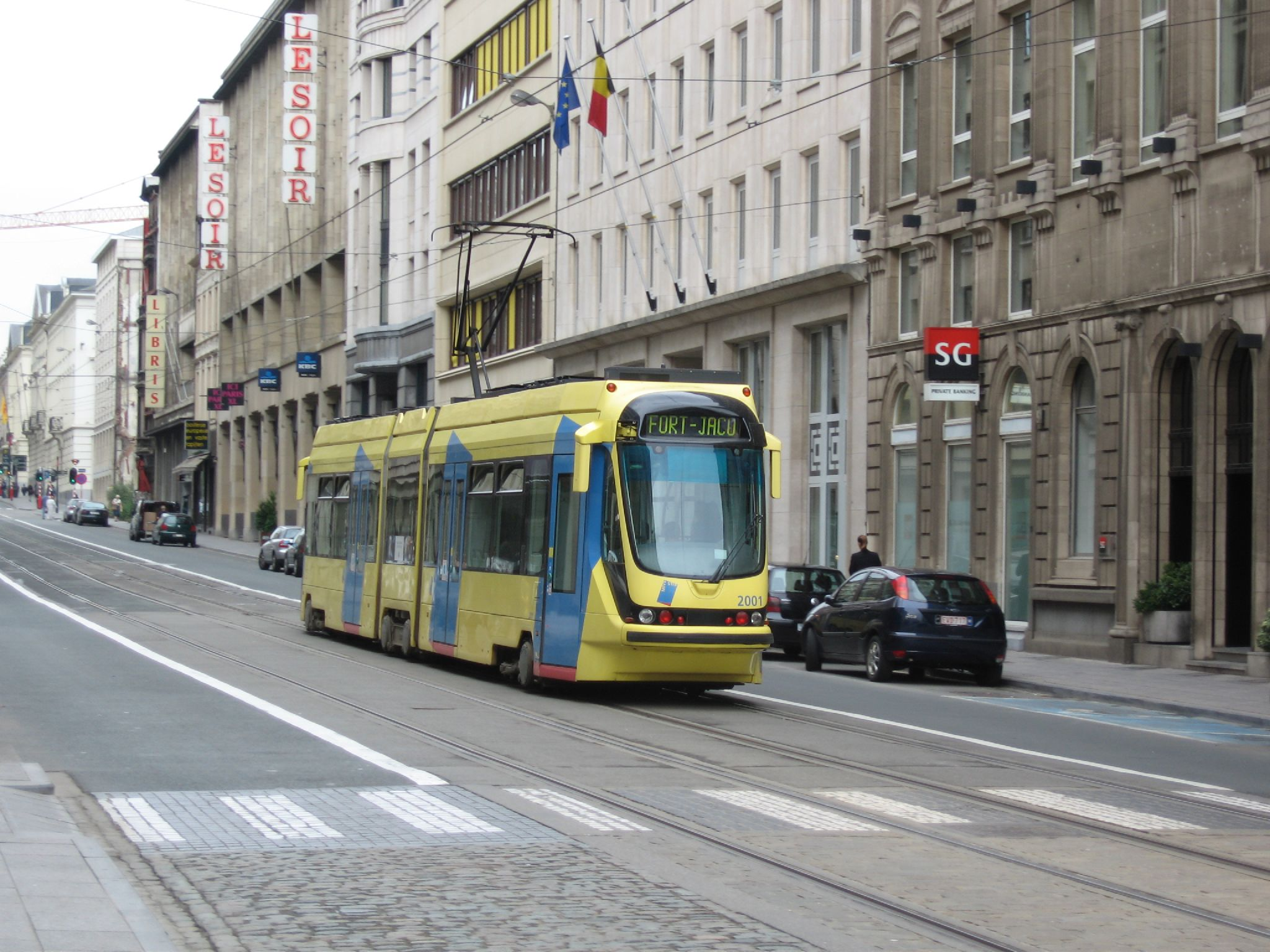
Tram 2001.
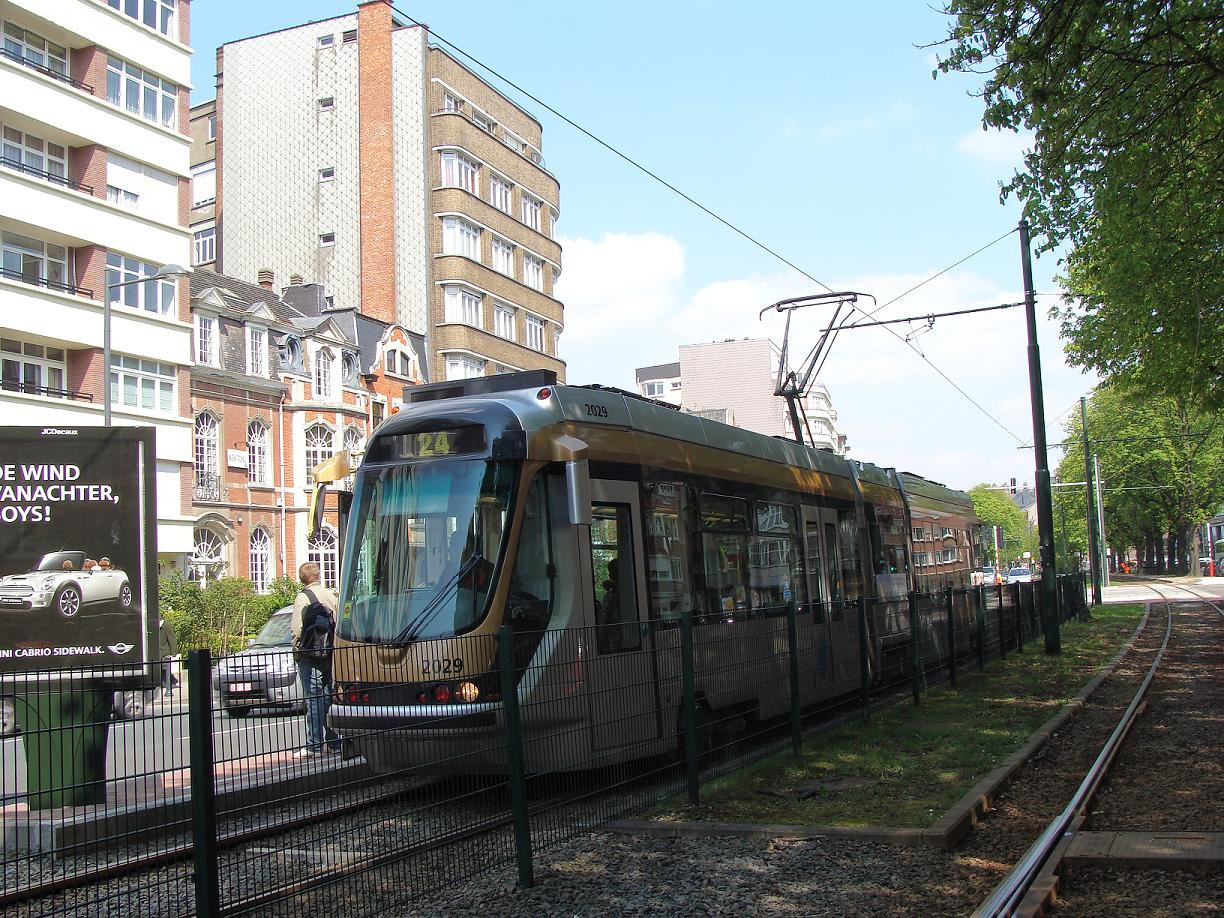
Tram 2029.
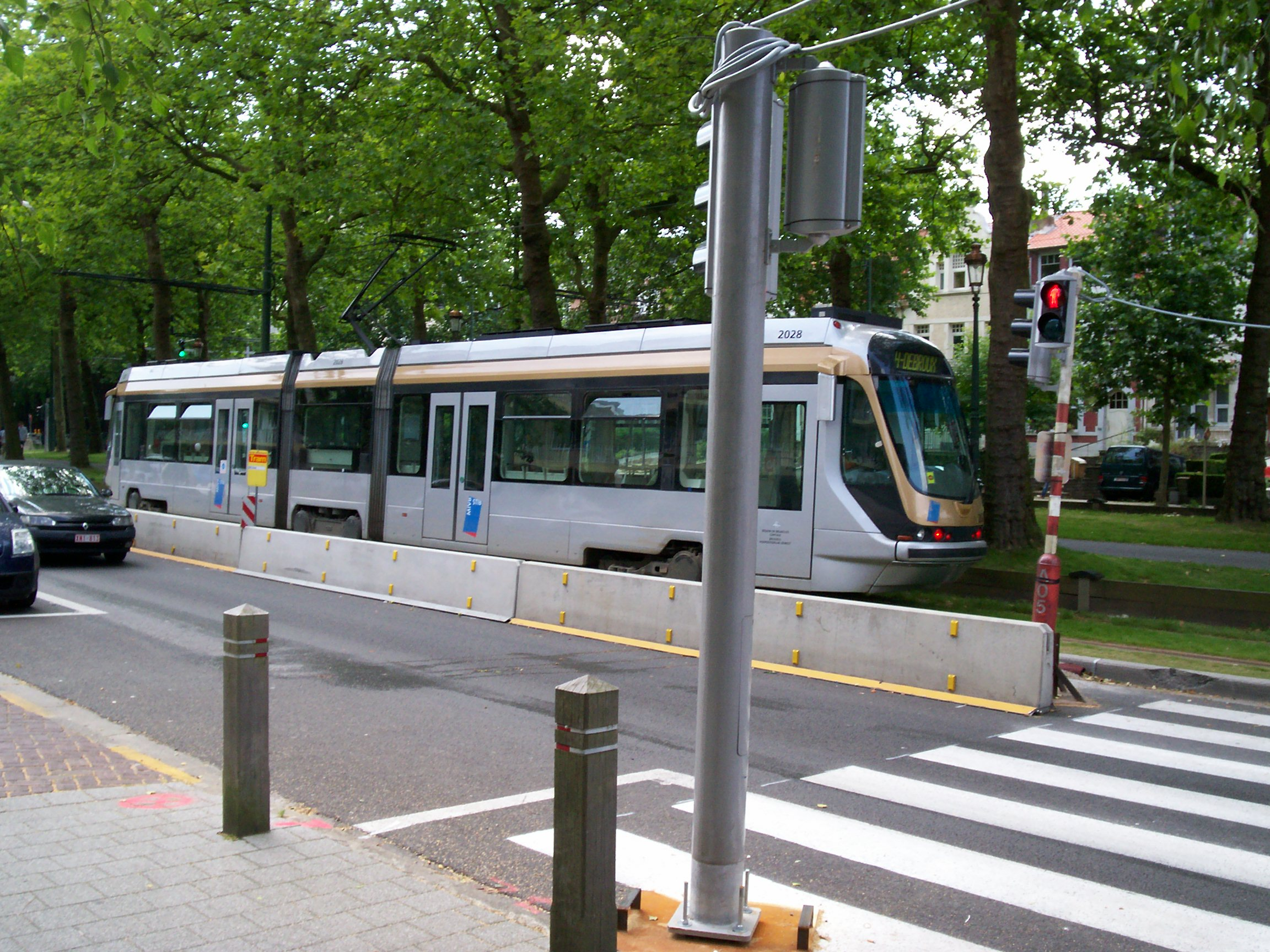
Tram 2028 à Herrmann-Debroux.